# Нуну Гоміш
Ну́ну Мігель Суáріш Перейра Рібейру (порт. Nuno Miguel Soares Pereira Ribeiro, * 5 липня 1976, Амаранте), відомий як Ну́ну Го́міш (порт. Nuno Gomes) — колишній португальський футболіст, нападник.

## Клубна кар'єра
У дорослому футболі дебютував 1994 року виступами за команду клубу «Боавішта», в якій провів три сезони, взявши участь у 79 матчах чемпіонату. 
1997 року контракт з перспективним нападником уклала лісабонська «Бенфіка». Футболіст відразу ж став ключовим гравцем нападу команди і протягом наступних трьох сезонів у 101 матчі чемпіонату 60 разів відзначився забитими голами.
Влітку 2000 року став найкращим бомбардиром португальської збірної на тогорічному чемпіонаті Європи (4 голи) і зацікавив представників італійської «Фіорентини». Протягом свого першого сезону в Італії виборов з «фіалками» титул володаря Кубка Італії. 
Однак вже 2002 року флоренційський клуб було розформовано через фінансові проблеми, і Нуну Гоміш повернувся на батьківщину, знову ставши гравцем «Бенфіки». Цього разу відіграв за лісабонський клуб наступні дев'ять сезонів своєї ігрової кар'єри. У складі «Бенфіки» був одним з головних бомбардирів команди, маючи середню результативність на рівні 0,54 голу за гру першості. За цей час додав до переліку своїх трофеїв два титули чемпіона Португалії.
До складу клубу «Брага» приєднався 2011 року. Протягом сезону провів за клуб з Браги 20 матчів в національному чемпіонаті. Завершив виступи на футбольному полі в сезоні 2011/12 років, граючи в Англії за «Блекберн Роверс».

## Виступи за збірні
Протягом 1995–1997 років  залучався до складу молодіжної збірної Португалії. На молодіжному рівні зіграв у 18 офіційних матчах, забив 10 голів.
1995 року дебютував в офіційних матчах у складі національної збірної Португалії. Протягом наступних 17 років провів у формі головної команди країни 79 матчів, забивши 29 голів. 
У складі збірної був учасником чемпіонату Європи 2000 року у Бельгії та Нідерландах, на якому команда дійшла до півфіналу, чемпіонату світу 2002 року в Японії і Південній Кореї, чемпіонату Європи 2004 року у Португалії, де разом з командою здобув «срібло», чемпіонату світу 2006 року у Німеччині, а також чемпіонату Європи 2008 року в Австрії та Швейцарії.

## Титули і досягнення
- Володар Кубка Португалії (2):

«Боавішта»:  1996-97
«Бенфіка»:  2003-04
- Володар Кубка Італії (1):

«Фіорентина»:  2000-01
- Чемпіон Португалії (2):

«Бенфіка»:  2004-05, 2009-10
- Володар Кубка португальської ліги (3):

«Бенфіка»: 2008–09, 2009–10, 2010–11
- Володар Суперкубка Португалії (1):

«Бенфіка»:  2005
- Чемпіон Європи (U-18): 1994
- Віце-чемпіон Європи: 2004